# Scipopus gorgonae
Scipopus gorgonae är en tvåvingeart som beskrevs av Willi Hennig 1934. Scipopus gorgonae ingår i släktet Scipopus och familjen skridflugor. Inga underarter finns listade i Catalogue of Life.